# Ghosting (Beziehung)
Ghosting (von englisch ghost „Gespenst, Phantom“) ist der abrupte, vollständige Abbruch des Kontaktes in einer sozialen Beziehung (z. B. Partnerschaft oder Freundschaft) durch eine Seite, und zwar ohne Warnung oder Erklärung dafür. Das bedeutet für das Gegenüber (Opfer des Ghosting), dass mögliche Kontaktversuche ins Leere laufen.
Mittlerweile ist das sogenannte Ghosting ein weit verbreitetes Phänomen in vielen Lebensbereichen von Menschen geworden. Im Bereich des Geschäftslebens kommt es z. B. öfter vor, dass bei Stellenausschreibungen Arbeitgeber auf Bewerbungen mit Schweigen reagieren, jedoch auch zunehmend Bewerber damit beginnen, auf Rückfragen von Arbeitgebern nicht mehr zu reagieren.
„Ghosting“ beschreibt die Auflösung der bisher bestehenden sozialen Beziehung ohne (für das Opfer erkennbare) vorherige Vorwarnung oder Begründung, bei der ein Mensch wortwörtlich aus dem Leben des anderen, wie ein Geist, verschwindet. Ein mögliches Motiv für dieses unsoziale Verhalten des „Ghosters“ ist die Absicht, eine für ihn unangenehme Situation wie z. B. das Führen eines sogenannten Trennungsgesprächs oder einer  unfreundlichen Auseinandersetzung mit dem Gegenüber zu vermeiden. Der „Ghoster“ bricht jeglichen Kontakt mit dem Opfer ab und reagiert daher nicht mehr auf mögliche Versuche des Opfers, den Kontakt wieder aufzunehmen. Dahinter steht meistens die Hoffnung, es sei überflüssig geworden, dem Gegenüber mitzuteilen, dass kein weiterer Kontakt mehr erwünscht ist. Anscheinend  gilt das Sprichwort: „Keine Antwort ist auch eine Antwort.“

## Privater Kontext
„Sie hatten sich mehrere Wochen lang getroffen, den ganzen Frühling […] Manchmal gingen sie auch gemeinsam mit ihren Hunden spazieren oder zusammen in den Biergarten. Sie verabredeten sich wieder für den nächsten Donnerstag. Er wollte nur noch Bescheid geben, wo sie sich treffen würden. Am nächsten Donnerstag meldete er sich nicht. Am Freitag auch nicht. Nie mehr wieder. Wenn sie versuchte ihn anzurufen, ging er nicht ans Telefon, niemals.“

### Analyse
Aus Sicht der Sozialpsychologie handelt es sich beim „Ghosting“ um den Sonderfall einer Trennung, bei der jener Partner, der die Trennung initiiert, die dyadische Trennungsphase auslässt und die Liebesbeziehung oder Partnerschaft abbricht, ohne dem anderen seine Unzufriedenheit mit der Beziehung mitzuteilen. Für Einzelheiten siehe Trennungsverlauf nach Duck (1982).
Die Autorin Tina Soliman, die mehrere Bücher zu dem Thema verfasst hat, bezeichnet die Ausführenden in einem Interview mit der Zeitschrift „Psychologie Heute“ als Abbrecher von Beziehungen. Andere zu „ghosten“ bedeutet im Grunde, dass jemand zum Ausdruck bringen will, er oder sie sei nie da gewesen bzw. das Gegenüber habe nie wirklich für ihn existiert. War ein unangekündigter Kontaktabbruch auch bereits vor dem Internetzeitalter bekannt, so hat er sich mit der gestiegenen Verbreitung von SMS, Chat-Diensten und digitalen Kennenlernplattformen zu einem ausgeprägten Phänomen entwickelt. Folglich berichteten im Jahr 2014 in einer US-Onlineumfrage 13 % der Befragten über entsprechende Erfahrungen. Das häufigste Auftreten war in der Alterskohorte der 18- bis 29-Jährigen zu beobachten.

### Gründe bzw. Motive
Wer andere „ghostet“, vertritt die Ansicht, es sei überflüssig, die andere bzw. den anderen explizit über die Trennung in Kenntnis zu setzen. Tatsachen werden geschaffen, damit der oder die Betroffene von selbst begreift, dass kein weiterer Kontakt erwünscht ist, und auch allein damit umgeht.
Für den sogenannten Abbrecher ist „Ghosting“ in der Regel bequemer als eine  für ihn emotional anstrengende Konfrontation. Auseinandersetzungen mit dem Gegenüber können u. a. Kritik an seiner Person beinhalten, und wer nicht kritikfähig ist, geht solchen Situationen  gern durch Vermeidung aus dem Weg und spart so Zeit und Energie.
Außerdem kann die egoistische bzw. egozentrische Persönlichkeitsstruktur des  sogenannten Ghosters, verbunden mit Gefühlsarmut oder Gefühlskälte, das Unvermögen, sich in andere hineinzuversetzen, und die Unfähigkeit, sich auf den Partner einzulassen oder die eigenen Bedürfnisse zu formulieren oder einzufordern, oder auch die Angst vor Konflikten bei offener Ankündigung der Beendigung einer Beziehung.
In vielerlei Hinsicht überschneidet sich das Verhalten von Kontaktabbrechern mit dem Verhalten von Narzissten. Wer „ghostet“, der hat keine Lust, sich für andere einzuschränken und auf deren Bedürfnisse einzugehen. Dabei sind unterschiedliche Motivationen von Faulheit und Bequemlichkeit bis hin zu schwächeren Gefühlen, Überforderung und Angst, sich auf jemanden einzulassen, mögliche Auslöser für dieses Verhalten. Es kann jedoch auch zum Kontaktabbruch kommen, weil sich ein Mensch mit schwachem Selbstwert und erhöhter Kränkbarkeit von der anderen Person gekränkt fühlt.

### Der Bezug zu Online-Dating
Die Psychotherapeutin Ines Schweizer macht Online-Partnerbörsen und Dating-Apps für das Phänomen „Ghosting“ mitverantwortlich: „Sie implizieren eine Unverbindlichkeit und Beliebigkeit, weil dem Nutzer ja noch so viele andere Dating-Möglichkeiten offen stehen […] Viele junge Menschen scheuen den Konflikt und sind bequem. Indem sie einfach abtauchen, können sie diese unangenehme Situation umgehen und riskieren keinen Gesichtsverlust […] Mindestens mit einem SMS soll man erklären, dass man nicht mehr dieselben Gefühle hat.“
Auch Tina Soliman ist der Ansicht, dass eine indirekte Kontaktaufnahme „Ghosting“ aus egoistischen Motiven wie Bequemlichkeit begünstigt. Da Kontaktabbrüche im Stillen geschehen, könne man sich (ohne nervenaufreibende Auseinandersetzungen zu riskieren) auf Dating-Plattformen dem Knüpfen neuer Kontakte zuwenden, schließlich sei das Angebot groß. Online-Dating gäbe Menschen, die zu „Ghosting“ neigen, nicht nur die Möglichkeit auszuwählen, sondern auch abzuwählen. Wer sich bei so einem seriellen Kennenlernen nie festlegen möchte, habe jedoch wenig Aussichten auf Beziehungen mit echtem Tiefgang. Wer einem nicht passt, werde nicht mehr kontaktiert, frei nach dem Motto: „Der/Die nächste bitte.“

### Probleme
Durch Vermeidung von Konflikten bliebe die eigene Unsicherheit der Person, die den Kontakt mittels „Ghosting“ abbricht, bestehen. Somit fände keine Möglichkeit zur persönlichen Weiterentwicklung statt. Da die Kontaktabbrecher oft bereits Probleme mit Scham und Verunsicherung hätten und oft – verglichen mit den Verlassenen – den schwächeren Part in Beziehungen gehabt hätten, profitierten sie nicht davon, sich schweigend der Konfrontation zu entziehen.
Die Opfer von „Ghosting“ werden in ihrem Selbstbewusstsein erschüttert und entwickeln Zweifel an ihrer eigenen Wahrnehmung (vgl. hierzu Gaslighting).
Die Opfer  können ein Gefühl grundsätzlicher Verunsicherung erfahren oder unter ungünstigen Umständen in eine tiefe Krise geraten. Auch können sie die Angst des plötzlichen und scheinbar grundlosen Verlassenwerdens in nachfolgende Beziehungen mitnehmen. Traumata und Verlustängste können ebenfalls auftreten. In besonders harten Fällen kann es zu einem schwerwiegenden psychischen Schaden bis hin zu Suizidgedanken kommen. Das liegt daran, dass viele sich auch nach dem Abbruch einer kurzen Beziehung sehr verletzt fühlen. Wer auf diese Art und Weise verlassen wird, fühlt sich häufig entwertet, auch weil man dem anderen ja nicht mal mehr ein paar Worte wert war.

## Ghosting in der Berufs- und Arbeitswelt
Das Phänomen „Ghosting“ beschränkt sich nicht auf Beziehungen im privaten Bereich, sondern tritt auch in der Arbeitswelt immer häufiger auf.

### Ausgehend vom Arbeitnehmer oder Bewerber
In der Arbeitswelt ist es oft der Fall, dass Unternehmen sich nicht oder nur auf Nachfrage bei ihren Bewerbern zurückmelden. Daher ist eine der möglichen Erklärungen für das plötzliche Verschwinden von Bewerbern, mitunter nachdem sie bereits Zusagen gemacht haben, dass ihr Verhalten eine Reaktion auf das unprofessionelle und unhöfliche Reaktionsverhalten von Unternehmen ist, das sie bereits selbst erlebt haben.
Laut einer dem Spiegel entnommenen, anonymisierten Aussage eines Mannes, der am ersten Arbeitstag nicht bei seinem Arbeitgeber erschienen war, habe der 33-Jährige an dem Tag „etwas anderes vorgehabt“. Ohne seinen eigentlichen Arbeitgeber davon in Kenntnis zu setzen, hatte er sich zu einem weiteren Vorstellungsgespräch verabredet, um zu sehen, ob er bei dem anderen Unternehmen nicht noch bessere Konditionen habe.
Die Ähnlichkeit zum „Ghosting“ im privaten Bereich besteht oft darin, dass Kontaktaufnahme und Kommunikation online erfolgten, z. B. über soziale Medien. Ausschreibungen finden sich mittlerweile nicht mehr nur auf den typischen Business-Plattformen wie LinkedIn oder Xing, sondern manchmal auch auf Social-Media-Plattformen wie Facebook statt. Mitunter erscheinen gut qualifizierte Bewerber sogar zu einem Vorstellungsgespräch, um danach keine vereinbarten Rückmeldefristen einzuhalten und vom selben Moment an nie wieder auf Kontaktanfragen des Unternehmens zu reagieren.
Nach Angaben von Personalexperten, die durch LinkedIn befragt wurden, hatten bereits 95 Prozent mit „Ghosting“ im Bewerbungsprozess zu tun gehabt. Eine Befragung von 1200 britischen Arbeitnehmern ergab, dass bei der Jobsuche über die Hälfte (55 Prozent) grundsätzlich Angst vor Ablehnung hätten. Die betraf nicht nur Berufsanfänger, sondern auch für 45 Prozent der über 44-Jährigen war das Thema Stellensuche grundsätzlich von Verunsicherung geprägt. Im Manager Magazin geht Heiner Thorborg davon aus, diese Verschiebung sei das Resultat davon, dass passende Bewerber in vielen Bereichen mittlerweile vergleichsweise rar geworden seien. Die Unternehmen waren es, die sich über Jahre hinweg bei von ihnen aussortierten Bewerbern nicht zurückgemeldet hatten, sie hätten das „Ghosting“ somit in der Berufswelt etabliert. Ein Teil der ehemals verschmähten Bewerber, die selbst die Erfahrung gemacht haben, vergeblich auf Rückmeldung zu warten, wurde so zu den Geister-Bewerbern, über die mittlerweile die Unternehmen klagen.

### Ausgehend vom Arbeitgeber oder Auftraggeber
Ähnlich wie beim Dating beginnen auch Bewerber, die keine Rückmeldung erhalten, an sich selbst und der Qualität sowie dem Inhalt ihrer Bewerbung zu zweifeln. Obwohl diese Form von Verhalten unprofessionell und unhöflich ist, sind noch immer etliche Recruiting-Abteilungen dermaßen überfordert, dass Bewerber nicht von einem vorsätzlichen Verhalten oder sogar von Boshaftigkeit ausgehen sollten.